# River Inagh
Der River Inagh (irisch: An Eidhneach, dt. „die Efeureiche“) ist ein kurzer Fluss im County Clare im Westen der Republik Irland.
Die Inagh entspringt etwa 8 Kilometer südwestlich des Dorfes Inagh, das sie durchquert, und fließt, etwa parallel zur N85, in nordwestlicher Richtung durch Ennistymon, bevor sie zusammen mit dem River Dealagh bei Lahinch über die Liscannor Bay in den Atlantik mündet.
In lokalen Veröffentlichungen wird die Inagh gelegentlich auch als Cullenagh River bezeichnet.